# Fossé (Loir i Cher)
Fossé és un municipi francès, situat al departament del Loir i Cher i a la regió de Centre – Vall del Loira. L'any 2007 tenia 986 habitants.

## Demografia

### Població
El 2007 la població de fet de Fossé era de 986 persones. Hi havia 388 famílies, de les quals 68 eren unipersonals (32 homes vivint sols i 36 dones vivint soles), 176 parelles sense fills, 136 parelles amb fills i 8 famílies monoparentals amb fills.
La població ha evolucionat segons el següent gràfic:
Habitants censats

### Habitatges
El 2007 hi havia 411 habitatges, 390 eren l'habitatge principal de la família, 6 eren segones residències i 15 estaven desocupats. 393 eren cases i 17 eren apartaments. Dels 390 habitatges principals, 320 estaven ocupats pels seus propietaris, 66 estaven llogats i ocupats pels llogaters i 4 estaven cedits a títol gratuït; 1 tenia una cambra, 13 en tenien dues, 43 en tenien tres, 129 en tenien quatre i 204 en tenien cinc o més. 277 habitatges disposaven pel capbaix d'una plaça de pàrquing. A 112 habitatges hi havia un automòbil i a 260 n'hi havia dos o més.

### Piràmide de població
La piràmide de població per edats i sexe el 2009 era:
| Homes | Edats   | Dones |
| ----- | ------- | ----- |
| 0     | 95 o +  | 0     |
| 0     | 90 a 94 | 4     |
| 8     | 85 a 89 | 4     |
| 4     | 80 a 84 | 4     |
| 4     | 75 a 79 | 4     |
| 4     | 70 a 74 | 4     |
| 32    | 65 a 69 | 16    |
| 32    | 60 a 64 | 36    |
| 32    | 55 a 59 | 16    |
| 48    | 50 a 54 | 64    |
| 32    | 45 a 49 | 44    |
| 24    | 40 a 44 | 36    |
| 24    | 35 a 39 | 24    |
| 28    | 30 a 34 | 24    |
| 28    | 25 a 29 | 28    |
| 32    | 20 a 24 | 36    |
| 20    | 15 a 19 | 24    |
| 28    | 10 a 14 | 16    |
| 28    | 5 a 9   | 8     |
| 16    | 0 a 4   | 20    |

## Economia
El 2007 la població en edat de treballar era de 657 persones, 493 eren actives i 164 eren inactives. De les 493 persones actives 462 estaven ocupades (228 homes i 234 dones) i 31 estaven aturades (18 homes i 13 dones). De les 164 persones inactives 93 estaven jubilades, 40 estaven estudiant i 31 estaven classificades com a «altres inactius».

### Ingressos
El 2009 a Fossé hi havia 410 unitats fiscals que integraven 1.064 persones, la mediana anual d'ingressos fiscals per persona era de 20.371 €.

### Activitats econòmiques
Dels 51 establiments que hi havia el 2007, 3 eren d'empreses extractives, 1 d'una empresa de fabricació d'elements pel transport, 6 d'empreses de fabricació d'altres productes industrials, 6 d'empreses de construcció, 5 d'empreses de comerç i reparació d'automòbils, 12 d'empreses de transport, 1 d'una empresa d'hostatgeria i restauració, 6 d'empreses financeres, 5 d'empreses de serveis, 4 d'entitats de l'administració pública i 2 d'empreses classificades com a «altres activitats de serveis».
Dels 9 establiments de servei als particulars que hi havia el 2009, 1 era una oficina de correu, 2 tallers de reparació d'automòbils i de material agrícola, 1 establiment de lloguer de cotxes, 2 guixaires pintors, 2 lampisteries i 1 electricista.
L'any 2000 a Fossé hi havia 8 explotacions agrícoles.

## Equipaments sanitaris i escolars
El 2009 hi havia una escola elemental.

## Poblacions més properes
El següent diagrama mostra les poblacions més properes.